# Lulu Popplewell

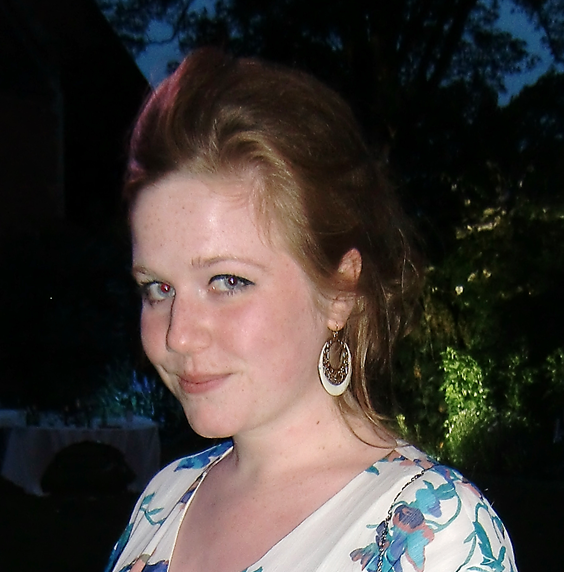
Lulu Popplewell beim Magdalene-Abschlussball 2011

Laura Francesca „Lulu“ Popplewell (* 15. Januar 1991 in London) ist eine britische Filmschauspielerin und Singer-Songwriterin.

## Leben und Karriere
Lulu Popplewell ist die jüngere Schwester von Anna Popplewell und die älteste Schwester des Schauspielers Freddie Popplewell, die Nichte des Cricketspielers Nigel Popplewell und die Enkelin des Richters und Cricketspielers Oliver Popplewell.
Popplewell wurde ursprünglich für ihre Rolle der Daisy in Tatsächlich… Liebe (2003) bekannt. Auf BBC Radio 4 spielte sie in der Radiosendung His Dark Materials-Trilogie die Rolle der Lyra Belacqua.

## Filmografie
- 2001: Love in a Cold Climate (Fernsehserie)
- 2003: Tatsächlich… Liebe (Love Actually)